# 岡田精司
岡田 精司（おかだ せいし、1929年12月23日 - 2019年1月25日）は、日本史学者。

## 生涯
東京生まれ。1954年國學院大學文学部史学科卒、1973年「古代王権の祭祀と神話」で大阪市立大学文学博士、立命館大学助教授、三重大学教授、1993年定年。

## 著書
- 『古代王権の祭祀と神話』塙書房 1970
- 『神社の古代史』大阪書籍 朝日カルチャーブックス 1985
  - 『新編神社の古代史』学生社 2011
- 『古代祭祀の史的研究』塙書房 1992
- 『京の社 神と仏の千三百年』塙書房 2000／ちくま学芸文庫 2022

### 共編著
- 『鑑賞日本古典文学 第2巻 日本書紀・風土記』直木孝次郎・西宮一民共編 角川書店 1977
- 『大嘗祭と新嘗』編 学生社 1979
- 『天皇制を問う』人文書院 1990
- 『史跡でつづる古代の近江』編 法律文化社 1982
- 『天皇代替り儀式の歴史的展開 即位儀と大嘗祭』岩井忠熊共編 柏書房 1989
- 『古代祭祀の歴史と文学』編 塙書房 1997
- 『神道の謎を解く本』出雲路敬直・岡田莊司共編 洋泉社 1999
- 『祭祀と国家の歴史学』編 塙書房 2001

## 論文
- 岡田精司 - CiNii Articles